# カメラのキタムラ
株式会社キタムラは、写真用品店チェーン「カメラのキタムラ」を展開する株式会社キタムラ・ホールディングス傘下の企業。東京都新宿区に本社を、高知県高知市に登記上の本店を置く。こども写真館「スタジオマリオ」も運営している｡
ブランドメッセージは「Happy with photos.」

## 概要
1934年（昭和9年）に高知県高知市堺町にて創業したキタムラ写真機店をその祖とする。1943年には「株式会社北村商会」として法人化。1970年4月、株式会社キタムラに商号変更。
2009年4月に、キタムラが展開していた「カメラのきむら」と「SNAPS!」を「カメラのキタムラ」にブランド統合したことで、850店舗（2016年9月30日時点）となり、単独ブランドにおいては店舗数が業界首位になった。また、唯一出店していなかった和歌山県に旧「SNAPS!」の店舗が編入したため、全都道府県での出店を達成した。また、かつての屋号であった「SNAPS!」はイオングループだったこともあり、イオングループの店舗（イオン・マックスバリュなど）内に、小規模の「カメラのキタムラ」として現在も営業している店舗も存在する。
ビックカメラやヨドバシカメラ（カメラ店を祖業とする家電量販店）と違い、基本的にカメラ関連商品以外は積極的に販売していない。かつて、「VICOM」や「COM」の名称でAV機器、一部家電、パソコンやその周辺機器などを専門に取扱う店舗が存在したが、現在その店舗はない（店名に「COM」が入った店が少数ある）。現在もAV機器と家電製品については取寄せ対応で販売している。かつて、グループ店に紳士服販売店「KIX」があった。「カメラのキタムラ」でも、各種AV機器・コードレスホン・ワープロを90年代中期まで販売した。近年では主要3キャリアのスマートフォンを大部分の店舗で取り扱っている。
近年ではインターネット販売にも進出、地方では容易に手に入らないカメラボディ、レンズなどを販売。店頭で買取りをした中古カメラ、レンズを専用サイトにて掲載しており、最寄り店舗に取り寄せて購入が出来る。取り寄せてもキャンセル（購入しないこと）も可能。
「デジカメ専門店」「デジカメプリント専門店」などを標榜しているのも特徴の1つである。
- 日本におけるデジタルカメラの急速な普及に伴い、2000年代前半には売上が大幅に減少する写真用品店やDPEチェーンが多かった。
- カメラのキタムラは、これに対してフルデジタル・ミニラボの全店導入を2001年11月に完了、デジカメプリント需要に応えられる体制をいち早く築き上げた。
- デジタルカメラ販売においては、家電量販店に価格勝負を挑んだ。結果、デジカメ販売での利益は薄くなるが、得意客をつくることでデジカメプリント受注を増やし、利益をそこから確保する。

こうして同チェーンは、生き残りと成長を図った。
以前はキタムラカードというポイントサービスがあったが、2004年7月よりカルチュア・コンビニエンス・クラブが展開する共通ポイントTポイントを導入。2006年10月からはTポイントへ完全移行し、キタムラ店頭でTカードの発行を開始した。利用金額税抜200円につきTポイント1ポイントが貯まり、1ポイント単位で利用出来る。
以前のCMソングは「ヤンキードゥードゥル」（日本では「アルプス一万尺」として知られる）の替え歌で、アレンジが2種類存在し店内で流されていたことがあった。
現在は『月曜名作劇場』で提供、再び「ヤンキードゥードゥル」の替え歌で15秒CM2本を放映中。ラジオでは『東海ラジオ ガッツナイター』で提供。
2016年9月末時点での「カメラのキタムラ」は850店が営業、2018年3月までに129店を閉店することを発表した。
2018年7月、カルチュア・コンビニエンス・クラブ（CCC）傘下のCKホールディングスが実施する株式公開買い付け（TOB）に合意することが発表、同年8月にCCCの完全子会社となった。
2019年3月、キタムラ・ホールディングスの発足に伴い、CCCの連結子会社となった。

## キタムラグループ
株式会社キタムラ本店は高知県高知市本町四丁目1番16号の高知事務所であるが、本社機能そのものは1993年に神奈川県横浜市港北区新横浜二丁目4番地1に作った新横浜事務所に所在。
その一方、横浜市内の「カメラのキタムラ」店舗は戸塚区の1店舗のみであったが、店舗ブランド統合で旧「カメラのきむら」・旧「SNAPS!」を編入した為、全16店舗に拡大された。
同社は「カメラのキタムラ」のほか、こども写真館「スタジオマリオ」370店舗（2018年3月現在）、フランチャイジーとして同社子会社である株式会社キタムラピーシーデポが「PC DEPOT」1店舗（2018年11月現在）の運営も行っている。
特に2004年からは、こども写真館の店舗数を急速に増やしており、「カメラのキタムラ」一部店舗には「スタジオマリオ」が併設する店舗がある（看板は「カメラのキタムラ」の下半分を白地ベースにし、この箇所に「スタジオマリオ」のロゴが入る）。「スタジオマリオ」は店舗ブランドが一本化したと同時にロゴマークが新調された。
2016年4月28日和歌山県岩出市に「スタジオマリオ岩出店」がオープン、47都道府県全てに「スタジオマリオ」が進出することとなった。
また、同社の店舗網が手薄だった首都圏に出店、2006年に子会社となった株式会社カメラのきむら（76店舗[2008年9月30日現在]）とイオングループから富士フイルムグループを経て、2007年4月に子会社化したジャスフォート株式会社（店舗名:SNAPS!、424店舗[2008年9月30日現在]）並びにその子会社のスナップス販売株式会社を2009年1月に吸収合併。2009年4月に店舗ブランドを「カメラのキタムラ」に一本化した。

### キタムラグループの子会社
同社の子会社には、次のような企業がある（一部のみを列挙）。
株式会社ビコムキタムラ
レンタルショップ「TSUTAYA」19店舗（2005年4月）を運営。
かつては「BOM」の店名でレンタルショップチェーンを展開していたが、2005年にカルチュア・コンビニエンス・クラブ（CCC）のフランチャイジーとなった（なお、キタムラ自体もTポイントサービスでCCCと提携している）。
株式会社ラボネットワーク
複数の現像所を持ち、また写真専門店「メディアラボNEXT」を複数店舗運営していたが、現在は全て「カメラのキタムラ」の店舗ブランドに統一されている。2006年4月1日にコニカミノルタよりラボ事業、同子会社スタジオプランの子供写真事業の譲渡を受けた。
かつてはドラッグストアの株式会社ジェイドラッグもグループ会社だったが、2006年10月1日にキリン堂に売却している。売却価格は3億4,900万円で、約5,700万円の損失となった。本社はキタムラと同じ高知県高知市にあったが、店舗は全て香川県内にあった。なお、ジェイドラッグは2012年2月に同じくキリン堂の子会社だったニッショードラッグに合併され、さらにそのニッショードラッグも同年8月にキリン堂本体に合併されており、屋号だけが残っていた。店舗も売却時点は8店舗あったが、2017年8月31日に最後まで残った伏石店が閉店した。

## サービス
店頭で行っているサービスは、
- デジタルカメラ、ビデオカメラ、レンズ付きフィルム、メモリーカード等、関連商品の販売
- フィルムの現像・焼き付け（DPE）・デジタルカメラからのプリントサービス

インターネット経由でのサービスは、
- デジタルカメラからのプリント注文

となっている。
写真番号は1・4・9・11・14・15・19・21・26・その後1がついていく。
全国のカメラのキタムラにて、ボタン電池を含む全ての使用済電池（カメラ使用外の電池は含まないが、ボタン電池・コイン電池であればほぼ回収可能。ゲーム機の電池、モバイルバッテリー等は対象外）の回収を行っている。インクカートリッジは一部の店舗のみ回収、トナーの回収は対象外である。

## 沿革
- 1934年3月 - 高知県高知市堺町（現：キタムラ堺町店）にキタムラ写真機店として創業。
- 1943年5月 - 株式会社北村商会として設立。
- 1956年2月 - 株式会社写真工芸社を合併。
- 1970年4月 - 株式会社キタムラに商号変更。
- 1985年3月 - ラボネットワーク事業部を株式会社ラボネットワークとして分社設立。
- 1986年5月 - 本店を高知市堺町から同市本町四丁目1番16号に移転。
- 1994年10月 - 新業態開発を目的にドラッグストアの株式会社ジェイドラッグを設立。
- 1998年2月 - 輸入商品の拡大を目的に株式会社小田通商（現：株式会社キタムラトレードサービス）を設立。
- 1999年10月 - 株式会社メディアシティキタムラ（現：株式会社ビコムキタムラ）と株式会社ビコムキタムラを設立。
- 2000年2月 - メディアシティ事業部を株式会社メディアシティキタムラ、レンタルBOM事業部を株式会社ビコムキタムラにそれぞれ営業譲渡。
- 2001年10月 - 日本証券業協会店頭市場登録。
- 2002年9月 - 子会社の株式会社オフィス事務サービス（後に株式会社キタムラビジネスソリューションに商号変更）に管理部門を集約。
- 2004年
  - 1月 - 前年に民事再生法を申請したカメラのドイ（2006年3月、破産手続きに移行）の一部店舗を継承。
  - 4月 - ネットワークサービスの推進を目的に、株式会社ピクチャリングオンラインを設立。
  - 5月 - 株式会社メディアシティキタムラが、株式会社ビコムキタムラを吸収合併し、株式会社ビコムキタムラに商号変更。
  - 12月 - 日本証券業協会への店頭登録を取消し、JASDAQに上場。
- 2005年
  - 4月 - 子会社のラボネットワークが1993年から展開していた写真スタジオ「スタジオマリオ」事業を営業譲受。
  - 6月 - 東証二部上場。
  - 9月 - レントゲンフィルム・医療用機器等販売の株式会社キタムラメディカルの全株式取得。
- 2006年
  - 4月 - 子会社のラボネットワークが、コニカミノルタグループからラボ事業、こども写真館事業を譲受。
  - 6月 - 首都圏に店舗網をもつ株式会社カメラのきむらの株式を51%取得し子会社化。
  - 9月19日 - 10月よりTポイントサービス開始を発表[1]。開始1年間は自社専用のポイントカードをTポイントへ移行できた。
  - 10月 - 子会社の株式会社ジェイドラッグの全株式をキリン堂に売却。売却額は3億4,900万円で、5,700万円の売却損となった。
- 2007年
  - 1月 - 子会社のラボネットワークが、メディアファクトリーグラフィカから映像・画像のデジタル処理サービス部門の営業を譲受。
  - 3月 - 富士フイルム株式会社の子会社・ジャスフォート株式会社の全株式を取得して子会社化。
  - 4月1日 - 簡易株式交換により株式会社カメラのきむらを完全子会社化。
  - 7月 - 株式会社ピーシーデポコーポレーションと合弁会社株式会社キタムラピーシーデポを設立。
- 2008年4月 - 株式会社ラボネットワークの会社分割により株式会社メディアラボNEXT（現：株式会社ラボ生産）を設立。
- 2009年
  - 1月1日 - 子会社の株式会社カメラのきむら、ジャスフォート株式会社、並びにジャスフォートの子会社（キタムラの孫会社）であるスナップス販売株式会社を吸収合併。
  - 4月1日 - 吸収合併に伴い、店舗ブランドを「カメラのキタムラ」に一本化。「カメラのきむら」、「SNAPS!」は屋号を「カメラのキタムラ」に変更。こども写真館「スタジオマリオ」のロゴを刷新。
- 2010年4月1日 - 子会社の株式会社キタムラ経理が、同じく子会社の株式会社トランスフォーメーションを吸収合併。キタムラビジネスソリューションズに名称変更。
- 2012年9月 - 株式会社ピクチャリングオンラインを吸収合併。
- 2016年4月 - 株式会社キタムラビジネスソリューションを吸収合併。
- 2017年
  - 2月14日 - 全国の店舗中1割に当たる129店について閉鎖することを発表[2]。
  - 5月 - カルチュア・コンビニエンス・クラブ株式会社（CCC）と資本・業務提携契約を締結。
  - 6月1日 - CCCを割当先とする第三者割当増資を実施[3]。
- 2018年
  - 4月26日 - 無学年制算数学習タブレットRISU 算数を提供するRISU Japan株式会社と「幼児教育ツールによる待ち時間の解消」を目指し業務提携開始。[4]
  - 6月1日 - CCC傘下のCKホールディングス株式会社がキタムラ株式のTOBを実施することを発表[5]。
  - 7月3日 - CCC傘下のCKホールディングス株式会社によるTOBが成立。キタムラはCCCの連結子会社となる[6]。
  - 8月6日 - 東証二部上場廃止[7]。
  - 8月9日 - 株式売渡請求によりCCCの完全子会社となる[8]。
- 2019年
  - 4月1日 - キタムラグループ6社、CCCフォトライフラボグループ5社を統括する株式会社キタムラ・ホールディングスが発足[9]。
- 2020年
  - 1月31日-新業態の先駆けとして「カメラのキタムラ　大阪/なんばCITY店」をリニューアルオープン[10]
  - 7月3日 - 新業態となる旗艦店「新宿 北村写真機店」を東京都新宿区に開店[11]。
- 2021年
  - 2月1日 - 本社を27年以上所在した新横浜から東京都新宿区西新宿六丁目16番6号 新宿タツミビルに移転[12]。
- 2022年
  - 4月15日 - スタジオ事業の新業態としてセルフ写真館「PICmii」（ピックミー）を新宿 北村写真機店7階に開店（スタジオマリオも併設）[13]。
- 2024年4月、店舗運営機能に特化した組織構築を目的として株式会社カメラのキタムラを設立し、株式会社キタムラから店舗運営機能を分社化[14]。

## 提供番組

### 現在
- 月曜ゴールデン（TBS系列）
- 東海ラジオ ガッツナイター（東海ラジオ）

### 過去
- スティッチ!〜ずっと最高のトモダチ〜（テレビ朝日系列）
- KBCホークスナイター（KBCラジオ）
- ミュージックスクランブル（NRN系列）
  - 高田文夫のラジオビバリー昼ズ「お便りいきなり大笑い」（ニッポン放送）

## CM出演者
- カメラのキタムラ
  - 安田顕
  - 真中了
  - 岡明子
  - 橋本淳
  - 岩下舞
  - 里村奈美
  - 東城未来
  - 久藤今日子
  - ギュナイ滝美
  - 伊藤沙莉
- スタジオマリオ
  - 横山芽生
  - 岡部怜南
  - 阿部暁燿子
  - 小熊美香
  - 大須賀隼人
  - 前田敦子
  - 東野瑞希
  - ゆりやんレトリィバァ
  - 伊藤沙莉
  - 益若つばさ